# Serrohäuser

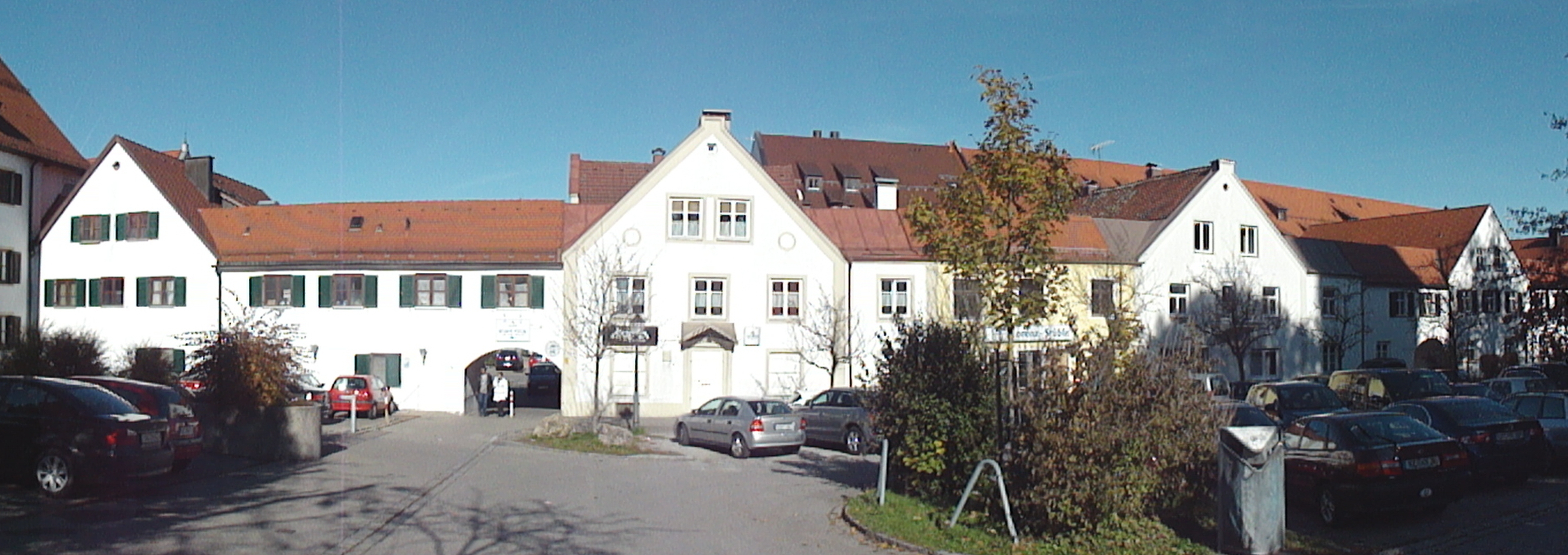
Die Serrohäuser in Kempten

Die denkmalgeschützten Serrohäuser sind eine Reihe kleiner Häuser für Bedienstete des einstigen Fürststifts in Kempten. Sie befinden sich zwischen der St.-Lorenz-Kirche und dem Marstall an der Landwehrstraße. In der Nähe befinden sich das Alte Brauhaus und das Neue Brauhaus sowie das Kornhaus.

## Beschreibung und Geschichte
Bei den Serrohäusern handelt es sich um Wohnhäuser mit zwei Geschossen und einem Satteldach sowie einer Putzgliederung. Die Häuser wurden durch Johann Serro, nach welchem sie auch benannt wurden, in den Jahren 1664 bis 1665 erbaut. Ein schmaler traufseitiger Trakt verbindet die allesamt ähnlichen Häuser.